# Cartoon Network Árabe
Cartoon Network Arabia (en árabe: كرتون نتورك بالعربية, en inglés: Cartoon Network Arabic) es un canal infantil satelital gratuito que se transmite para una audiencia panárabe en la región de Oriente Medio y África del Norte (excluyendo Israel, Irán, Turquía y Chipre), y es una de las dos versiones en árabe de Cartoon Network, siendo la otra un canal de televisión de pago en alta definición en beIN y proveedores adicionales llamados Cartoon Network MENA que está disponible tanto en inglés como en árabe. El canal fue lanzado el 10 de octubre de 2010, coincidiendo con la apertura de las oficinas de Turner Broadcasting System Europe en Dubai Media City.
El canal abierto emite a través de satélites como Arabsat Badr 6 y Nilesat, y se considera una alternativa gratuita al ya mencionado Cartoon Network MENA y su señal hermana Boomerang, dos canales de televisión de pago que se ofrecen en el mundo árabe en HD y en inglés y árabe en beIN Network y otros proveedores desde el 1 de julio de 2016, esto pese a que las señales abierta y de pago son diferentes en cuanto a horarios, idiomas disponibles, y programación, aunque en este último caso, ambas señales comparten los shows originales de Cartoon Network, mientras que la señal abierta suele tener exclusividad sobre programas sindicados que solo son emitidos en dicha señal.

## Historia
Cartoon Network Árabe fue lanzado el 10 de octubre de 2010 a las 10:10 AM (Hora Estándar del Golfo). El lanzamiento del canal coincidió con la apertura de las oficinas de Turner Broadcasting System en Dubai Media City, en Emiratos Árabes, donde se encuentran hasta la actualidad sus oficinas centrales.
El canal cambió su relación de aspecto de 4:3 a 16:9 el 5 de octubre de 2014; también comenzó a usar la marca Check it 3.0 ese día. El canal no se encuentra disponible de forma gratuita en alta definición.
El 4 de octubre de 2017, el canal ha cambiado completamente de marca, pasando a la era dimensional.
En diciembre de 2015, Turner Broadcasting System firmó un acuerdo de exclusividad con beIN Media Group, con sede en Catar. Este acuerdo llevó a que los canales de Turner de la región de Oriente Medio y Norte de África: Cartoon Network, Boomerang y TCM fueran removidos de otras operadoras importantes como OSN y pasaran exclusivamente al servicio beIN Network; sin embargo, el canal abierto no se vio afectado por estos cambios debido a que se trata de un canal de libre acceso en Nilesat y Arabsat/Badr.

## Programación

### Series de televisión
Los programas animados emitidos incluyen producciones originales de Cartoon Network Studios como Ben 10 reboot, Regular Show, Powerpuff Girls reboot, Uncle Grandpa, Tommy y Oscar, Clarence, Adventure Time, y We Bare Bears, así como programas producidos por otros estudios (como Transformers: Robots in Disguise de Hasbro Studios, Teen Titans Go! y Justice League Action de Warner Bros. Animation, etc.). El canal transmite principalmente dibujos animados de Cartoon Network Studios, además de producciones locales de la región como Mansour, que son producidas y transmitidas junto con películas, cortometrajes, series de acción en vivo y series de varios otros estudios.
El canal abierto sólo está disponible en árabe, sin posibilidad de cambiar al inglés ni a ningún otro idioma, a diferencia de la señal de pago. Esto se debe al hecho de que el canal es un canal de televisión en abierto dirigido únicamente a una audiencia de habla árabe, a diferencia de la señal MENA, que se transmite a variados países de no árabes de Oriente Medio. Esto implica además que, si bien ambos canales comparten una misma identidad gráfica, la señal de pago emite todos sus comerciales y anuncios en pantalla con textos en inglés, mientras que en el canal de libre recepción, todas las gráficas están traducidas en árabe. 
Al igual que otros canales infantiles de libre recepción con los que compite comercialmente, como MBC 3, o Spacetoon, el canal a menudo edita ciertos programas, censurando ciertas escenas y diálogos sugestivos.

#### Series anteriores y actuales
- Adventure Time
- The Amazing World of Gumball
- Angelo Rules
- Clarence
- Dorothy y el Mago de Oz
- Dragons: Race to the Edge
- Mansour
- Mr. Bean: La serie animada
- Lego Nexo Knights
- Lego Ninjago: Masters of Spinjitzu
- Pat the Dog
- Polly Pocket
- The Powerpuff Girls
- Teen Titans Go!
- El show de Tom y Jerry
- Transformers: Robots in Disguise
- We Bare Bears
- Kral Şakir (Laith el rey)

### Películas
A partir del 5 de noviembre de 2011, Cartoon Network Árabe comenzó a emitir de vez en cuando una selección de películas y especiales de Cartoon Network hechos para televisión, aunque no en un bloque específico. No fue hasta enero de 2013 que el canal inició el bloque de películas llamado "Cinema Cartoon Network" para sus películas originales, junto con otros largometrajes infantiles. Algunas de las películas originales y adquiridas que se han exhibido han sido:
- Ben 10: Carrera contra el tiempo
- Destination: Imagination
- Ben 10: Alien Swarm
- Lego Star Wars: The Padawan Menace
- Firebreather
- Stuart Little
- Stuart Little 3: Call of the Wild

### Versión en árabe de Cartoonito
En 2011, Turner Broadcasting System Europe anunció que desplegaría su canal de preescolares Cartoonito, con sede en el Reino Unido, en Europa, Oriente Medio y África, aumentando la distribución de la marca a 125 millones de hogares en 112 territorios. En Cartoon Network Árabe, Cartoonito fue lanzado como un bloque matutino que se transmite todos los días a partir del 4 de septiembre de 2011. Sin embargo, el bloque fue eliminado a principios de 2014, y algunos de sus programas ya no están disponibles (aunque Baby Looney Tunes emite en Boomerang HD y LazyTown en CN Árabe a altas horas de la noche).

## Otras versiones y canales relacionados

### Cartoon Network Árabe HD
En marzo de 2012, la señal abierta estuvo disponible en alta definición, de forma exclusiva, a través del servicio YahLive. El canal fue finalmente removido y trasladado al servicio beIN Network después de que el acuerdo de exclusividad con Turner entrara en vigor en enero de 2016. En mayo de 2016, el canal HD fue sustituido por Cartoon Network MENA y Boomerang MENA, que fueron lanzados en julio de ese mismo año, ya que ambos cuentan con una pista de audio en árabe, y se transmiten en alta definición.

### Cartoon Network Árabe +2
Una variante del canal con transmisión en diferido, con 2 horas de retraso, fue lanzada el 30 de junio de 2014 a través de la proveedora de televisión de pago My HD. Fue cancelado en enero de 2016 como consecuencia del acuerdo de Turner Broadcasting System Arabia con beIN Media Group.

### Cartoon Network Hindi
El 1 de abril de 2016, beIN Media Group, con sede en Catar, en asociación con Turner Broadcasting System Arabia, lanzó Cartoon Network Hindi exclusivamente a través del servicio beIN. Cartoon Network Hindi fue creado para ofrecer programas animados a los niños, que sean hijos de los inmigrantes procedentes del subcontinente indio, que residan en el Mundo Árabe por motivos laborales. Como su nombre indica, el canal sólo está disponible en hindi, y en términos de programación e identidad gráfica, es similar al canal árabe.
El 12 de enero de 2017, el canal se convirtió a HD y pantalla completa, además de pasar a la era dimensional.